# Junkers Ju P.009 (Hubjager)
Uzasadnienie: Ten sam samolot. Oznaczenie EF oznacza Entwicklungs-Flugzeug (samolot doświadczalny), a Ju P.009 to prawdopodobnie oznaczenie docelowe, gdyby wszedł do produkcji
Junkers Ju P.009 – projekt niemieckiego myśliwca przechwytującego o napędzie rakietowym z okresu II wojny światowej.

## Historia
Sytuacja Niemiec w latach 1939–1945 zmieniała się na gorsze podczas kampanii lotniczych aliantów, którzy razili bombami tereny należące do III Rzeszy. Taka sytuacja doprowadziła do powstania serii przeróżnych projektów samolotów zarówno o napędzie rakietowym, jak i odrzutowym mających na celu w krótkim czasie po wystartowaniu osiągnąć pułap, na którym znajdowała się formacja bombowa nieprzyjaciela. Nadmiar projektów tych maszyn spowodował, że wiele z nich nigdy nie opuściło deski kreślarskiej swoich twórców. Jednym z takich projektów był Junkers P.009, który miał zastąpić „Kometę”, czyli Messerschmitta Me 163. „Kometa” pomimo swoich niebywałych osiągów w postaci szybkości i prędkości wznoszenia miał wiele wad. Główną z nich było paliwo, które miało tendencje do zapalenia i w konsekwencji do wybuchu przy kontakcie z jakimkolwiek ciałem stałym, od drobinki kurzu, która przypadkiem dostała się do baku z paliwem, do konstrukcji maszyny bądź ciała pilota (w przypadku przestrzelenia zbiornika z paliwem). Również płoza pod kadłubem zamiast tradycyjnego podwozia znacząco utrudniała lądowanie czyniąc je groźnym nawet dla doświadczonego pilota Luftwaffe. To wszystko sprawiało, że samolot ten był większym zagrożeniem dla swojego operatora niż bombowców, które miał przechwycić. Junkers po przestudiowaniu podejścia do lądowania „Komety” został zainspirowany do zaprojektowania jego możliwego następcy.

## Opis
Projekt samolotu Junkers Ju P.009 posiadał zhermetyzowany kokpit przystosowany do lotów na dużych wysokościach, który znajdował się na nosie maszyny, wymuszając leżącą pozycje pilota. Dziób maszyny był w całości pokryty przeźroczystym plastikiem znacząco powiększając pole widzenia. Ogon Junkersa był tradycyjny, posiadał on bowiem dwa stateczniki poziome i jeden pionowy. Skrzydła zaś znajdowały się nisko, na poziomie kadłuba samolotu. Napęd maszyny składał się z 10 małych silników rakietowych. Po 6 u góry kadłuba i po 4 na dole, tworząc pierścień. Takie rozwiązanie miało na celu zwiększyć prędkość wznoszenia. Lądowanie miało odbywać się na płozie umieszczonej pod kadłubem. Proponowanym uzbrojeniem były 2 działka MK 108 kal. 30 mm lub 2 karabiny maszynowe MG 151 kal. 20 mm, które mogły być wymieniane według potrzeby. Myśliwiec miał startować z pozycji pionowej, co zmniejszało czas wznoszenia na określony pułap. Ze względu na swoją budowę samolot ten mógłby być przewożony i ustawiany w miejscach, gdzie spodziewano się wrogich nalotów. Poważną wadą Junkersa był limit paliwa, którego starczało na niecałe 6 minut, co przekładało się na możliwość wykonania od jednego do dwóch ataków. 
Nie zrealizowano żadnego egzemplarza – samolot pozostał w fazie projektów.